# عاصم بن ضمرة
عاصم بن ضمرة السلولي الكوفي تابعي، وأحد رواة الحديث النبوي، روى له أصحاب السنن الأربعة. توفّي بالكوفة في ولاية بشر بن مروان سنة 74 هـ.

## روايته للحديث النبوي
- روى عن: علي بن أبي طالب، وسعيد بن جبير وهو أكبر منه.
- روى عنه: حبة بن أَبي حبة الكوفي، وحبيب بن أبي ثابت، والحكم بن عتيبة، وأبو الوازع زهير بن مالك النهدي، وكثير بن زاذان، وأبو يَعْلَى منذر بن يَعْلَى الثوري، والهيثم بن حبيب الصيرفي، وأبو إسحاق السبيعي.[1]
- الجرح والتعديل: وثّقه محمد بن سعد البغدادي،[2] وعلي بن المديني، والعجلي، وقال سفيان الثوري: «كنا نعرف فضل حديث عاصم على حديث الحارث»، قال النسائي: «ليس به بأس.»، وَقَال الترمذي: «ثقة عند أهل الحديث»، وذَكَره ابن شاهين في «الثقات»، وذَكَره ابن الجوزي في «الضعفاء»، وَقَال أبو بكر البزار: «هو صالح الحديث»، وَقَال ابن حجر العسقلاني: «صدوق». وقال ابن حبان في المجروحين: «كان ردئ الحفظ، فاحش الخطأ، يرفع عن علي قوله كثيرا، فلما فحش ذلك في روايته استحق الترك، على أنه أحسن حالًا من الحارث»، وقال ابن عدي: «عاصم بن ضمرة لم أذكر له حديثًا لكثرة ما يروي عن علي مما لا يتابعه الناس عليه، والذي يرويه عن عاصم قوم ثقات، البلية من عاصم، ليس ممن يروون عنه.»، روى له أصحاب السنن الأربعة.[1]